# میفیلد (آرکانزاس)
میفیلد (به انگلیسی: Mayfield) یک منطقهٔ مسکونی در ایالات متحده آمریکا است که در شهرستان واشینگتن، آرکانزاس واقع شده‌است. میفیلد ۳۷۰ متر بالاتر از سطح دریا واقع شده‌است.